# Relativistische kwantummechanica
In de theoretische fysica is relativistische kwantummechanica een theorie die probeert de postulaten van niet-relativistische kwantummechanica en het principe van de speciale relativiteitstheorie te verenigen om de kwantumdynamica van een relativistisch deeltje te beschrijven, d.w.z. waarvan de klassieke snelheid 'niet erg klein' is vergeleken met de lichtsnelheid in een vacuüm.
De relativistische golfvergelijkingen die de Schrödingervergelijking generaliseren zijn:
- de Klein-Gordon-vergelijking , die een enorm deeltje van spin 0 beschrijft;
- de Dirac-vergelijking , die een enorm deeltje spin 1/2 beschrijft.

De interpretatie van de oplossingen van deze vergelijkingen in het kader van een theorie die slechts één deeltje beschrijft, leidt tot bepaalde inconsistenties, zoals de Klein-paradox of de “Zitterbewegung”. Om deze reden wordt de relativistische kwantummechanica anno 2022 verlaten ten gunste van de kwantumveldentheorie.

### Naslagwerken
- James Bjorken & Sidney Drell; Relativistische kwantummechanica , McGraw-Hill (1964), ISBN 0-07-005493-2
- Albert Messiah , [ detail van edities ]

### Virtuele bibliotheek
- J.-Y. Ollitrault; Relativistische kwantummechanica , DEA Champs, deeltjes, materie en natuurkunde Interuniversitair leergezag 2 e  jaar (1998-1999) pdf .
- Jean-Bernard Zuber; Kwantum-relativistische mechanica , cursus M2 / CFP / theoretische natuurkunde (2005):
- Alain Comtet; Dirac-vergelijking (2004). pdf .